# Quid Pro Quo
Quid Pro Quo é um filme estadunidense de 2008, dos gêneros drama, mistério e suspense, dirigido por Carlos Brooks. Teve sua estreia no Festival Sundance de Cinema 2008. É estrelado por Nick Stahl como o paraplégico Isaac Knott e apresenta a história de seu relacionamento com uma mulher misteriosa que deseja ficar em uma cadeira de rodas.

## Elenco
- Nick Stahl ... Isaac Knott
- Vera Farmiga ... Fiona
- Rachel Black ... Janice Musslewhite
- Jessica Hecht ... Edie
- Jacob Pitts ... Hugh
- Ashlie Atkinson ... Candy
- Jamie McShane ... Homem de Sidewalk
- Pablo Schreiber ... Brooster

## Recepção
No consenso do agregador de críticas Rotten Tomatoes diz: "Apesar de um desempenho impressionante por Vera Farmiga (...) nunca desenvolve suas peças eficazes em um todo convincente”.  Na pontuação onde a equipe do site categoriza as opiniões da grande mídia e da mídia independente apenas como positivas ou negativas, o filme tem um índice de aprovação de 60% calculado com base em 35 comentários dos críticos. Por comparação, com as mesmas opiniões sendo calculadas usando uma média aritmética ponderada, a nota alcançada é 6/10.
Em outro agregador, o Metacritic, que calcula as notas das opiniões usando somente uma média aritmética ponderada de determinados veículos de comunicação em maior parte da grande mídia, tem uma pontuação de 55/100, alcançada com base em 13 avaliações da imprensa anexadas no site, com a indicação de "revisões mistas ou neutras.